# Пльоси
Пльоси (біл. Плёсы) — село в Поколюбицькій сільській раді Гомельського району Гомельської області Республіки Білорусь.

## Географія

### Розташування
За 3 км на схід від Гомеля.

## Гідрографія
На річці Сож (притока річки Дніпро).

## Історія

### Археологічні розкопки
Археологи виявили стоянку епохи мезоліту (VIII—V тисячоліття до н. е., за 2 км на південь від села) свідчать про заселення цих місць з давніх-давен.

### Велике князівство Литовське
За письмовими джерелами село відоме з XVI століття як село Пльоси в Гомельському старостві Речицького повіту Мінського воєводства Великого князівства Литовського. У 1640-х роках згідно з інвентарем Гомельського староства 4 дими, володіння церквою. 1752 року згадується в актах Головного Литовського трибуналу.

### Російська імперія
Після першого поділу Речі Посполитої (1772) у складі Російської імперії. З 1776 року у володінні фельдмаршала графа Петра Рум'янцева-Задунайського, з 1834 — фельдмаршала князя Івана Паскевича, у складі Богуславської економії Гомельського маєтку. Відповідно до перепису 1897 року у Гомельській волості Гомельського повіту Могильовської губернії. У 1909 році 117 десятин землі.

### СРСР
У 1926 році працював поштовий пункт, у Волотовській сільській раді Гомельського району Гомельського округу. 1929 року жителі вступили до колгоспу. У 1959 році у складі колгоспу імені Леніна (центр — село Поколюбичі).

## Транспортна мережа
Транспортні зв'язки відремонтованими автошляхами, асфальт є.

## Населення

### Чисельність
- 2009 — 34 мешканці.